# جوزيف لوسون هودجز جونيور
جوزيف لوسون هودجز جونيور (بالإنجليزية: Joseph Lawson Hodges, Jr.)‏ هو أستاذ جامعي أمريكي، ولد في 10 أبريل 1922 في شريفبورت في الولايات المتحدة، وتوفي في 1 مارس 2000 في كاليفورنيا في الولايات المتحدة.